# L'Entrümpelung
L'Entrümpelung est une nouvelle fantastique de Dino Buzzati, incluse dans le recueil Le K paru en 1966. Elle est la septième du cycle de neuf nouvelles inauguré par Voyage aux enfers du siècle.

## Résumé
Aux enfers, il y a une grande fête, l'Entrümpelung, mot d'origine allemande qui signifie « déblayage en grand ». 
Une diablesse fait visiter l'enfer au narrateur Buzzati et lui dit que, lors de cette fête, on peut jeter des meubles ou objets dont on ne se sert plus, mais également des maris et des femmes et surtout les grands-parents dont on ne veut plus. Buzzati voit alors les habitants jeter toutes sortes de choses et remarque un sac qui bouge : à l'intérieur se trouve quelqu'un.

## Personnages
- Madame Belzébuth : elle dirige les enfers
- Une vieille femme : la voisine du narrateur
- Monsieur Buzzati : le narrateur
- Gianni : le neveu de la voisine du narrateur
- Fédra : la femme de Gianni